# Шпренгель, Христиан Конрад
Шпренгель Христиан Конрад (нем. Christian Konrad Sprengel, 22 сентября 1750, Бранденбург-на-Хафеле — 7 апреля 1816, Берлин) — ботаник, в 1780—94 годах ректор большой школы в Шпандау.

## Биография
Родился в семье проповедника, был самым младшим из 15 детей в семье. Изучал теологию и философию в Университете Галле.
Труд Шпренгеля о строении и об оплодотворении растений «Das entdeckte Geheimniss im Bau und in der Befruchtung der Blumen» (Открытая тайна природы в строении и оплодотворении цветков) представляет одно из ранних, исследований в области анатомии и физиологии растений; его выводы, опережавшие представления ученых того времени, были по достоинству оценены лишь много лет спустя (Дарвином).
Шпренгель, изучая разнообразие формы цветов и их органы, открыл приспособленность различных цветов к особенностям строения и поведения насекомых.
В честь ученого назван район Берлина Шпренгель и трасса, проходящая через середину района.

## Интересные факты
Статья об этом учёном, как и о его коллеге Курте Шпренгеле была размещена на страницах Энциклопедического словаря Брокгауза и Ефрона дважды, но с опечаткой в написании фамилии (во второй раз их ошибочно назвали Шренгель).